# Parque Fairmount

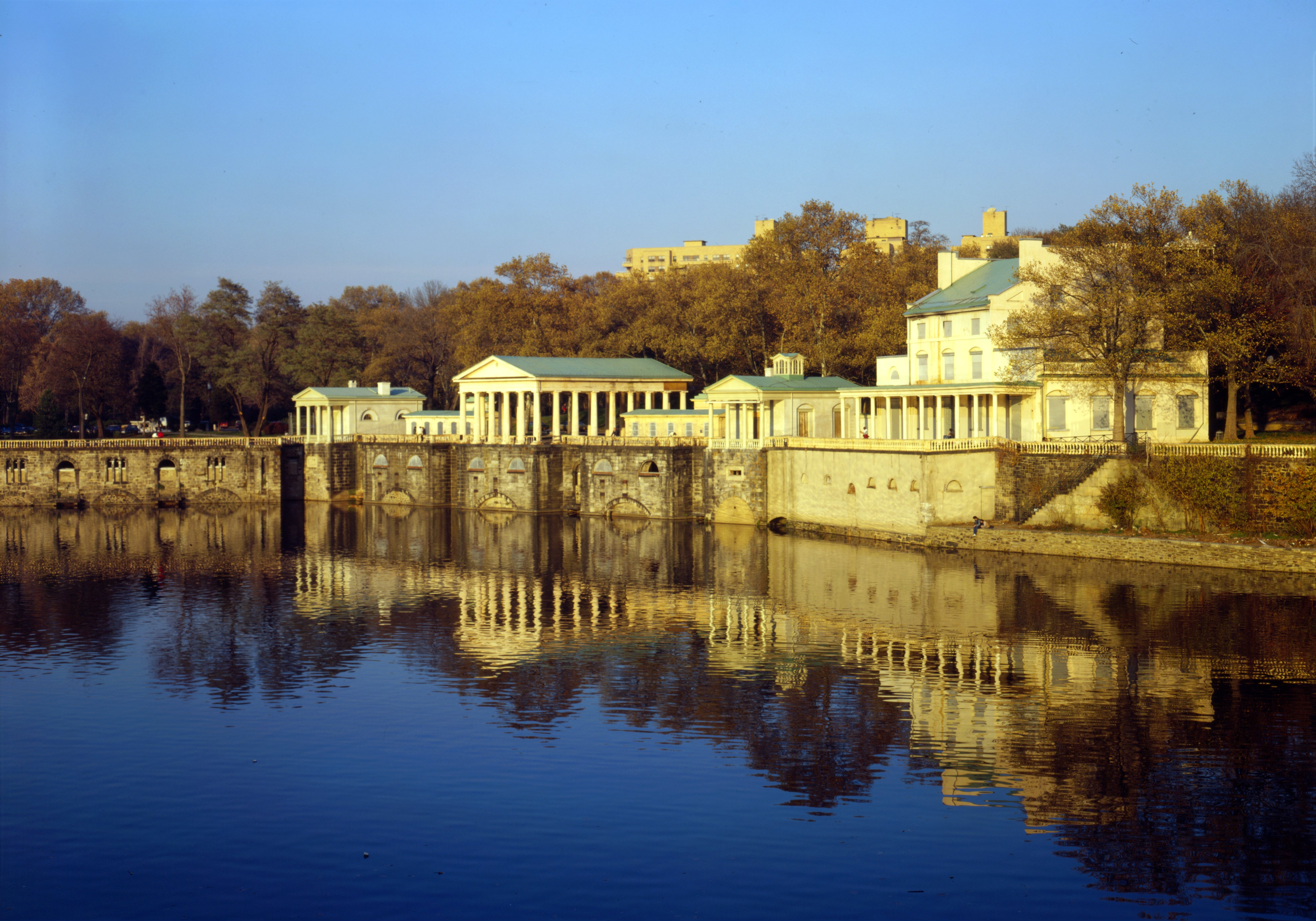
Faimount Park.

Fairmount Park es un sistema de parques municipales situado en Filadelfia en los Estados Unidos. Está administrado por la "Fairmount Park Commission". El Río Schuylkill divide Fairmount Park en dos secciones, East Fairmount Park y West Fairmount Park.
En 1876, el Fairmount Park se eligió para acoger la Exposición Universal, del Centennial Exposition. Aquí se encuentra también el zoológico más antiguo del país, un arboreto, el centro de horticultura de la ciudad, el "Memorial Hall" y decenas de estatuas. Se le conoce sobre todo por el museo más importante de la ciudad, el Museo de Arte de Filadelfia. Se inscribió en el Registro Nacional de Lugares Históricos en 1972.
Tiene una extensión de 826 hectáreas, es decir, 8,26 kilómetros cuadrados.